# Współczynnik UEFA
Współczynnik UEFA, ranking UEFA – wielkość liczbowa używana w celu tworzenia rankingów oraz rozstawienia drużyn narodowych i klubowych w międzynarodowych rozgrywkach piłkarskich. Obliczany i wykorzystywany jest przez UEFA – organizację zrzeszającą futbolowe federacje piłkarskie Europy. Funkcjonują dwa rodzaje współczynnika: ligowy i klubowy.

## Współczynnik ligowy
Państwo reprezentowane w fazie grupowej/ligowej
     Państwo bez reprezentanta w fazie grupowej/ligowej
     Członkowie innych federacji
     Państwo reprezentowane w fazie grupowej/ligowej
     Państwo bez reprezentanta w fazie grupowej/ligowej
     Członkowie innych federacji
     Państwo reprezentowane w fazie grupowej/ligowej
     Państwo bez reprezentanta w fazie grupowej/ligowej
     Członkowie innych federacji

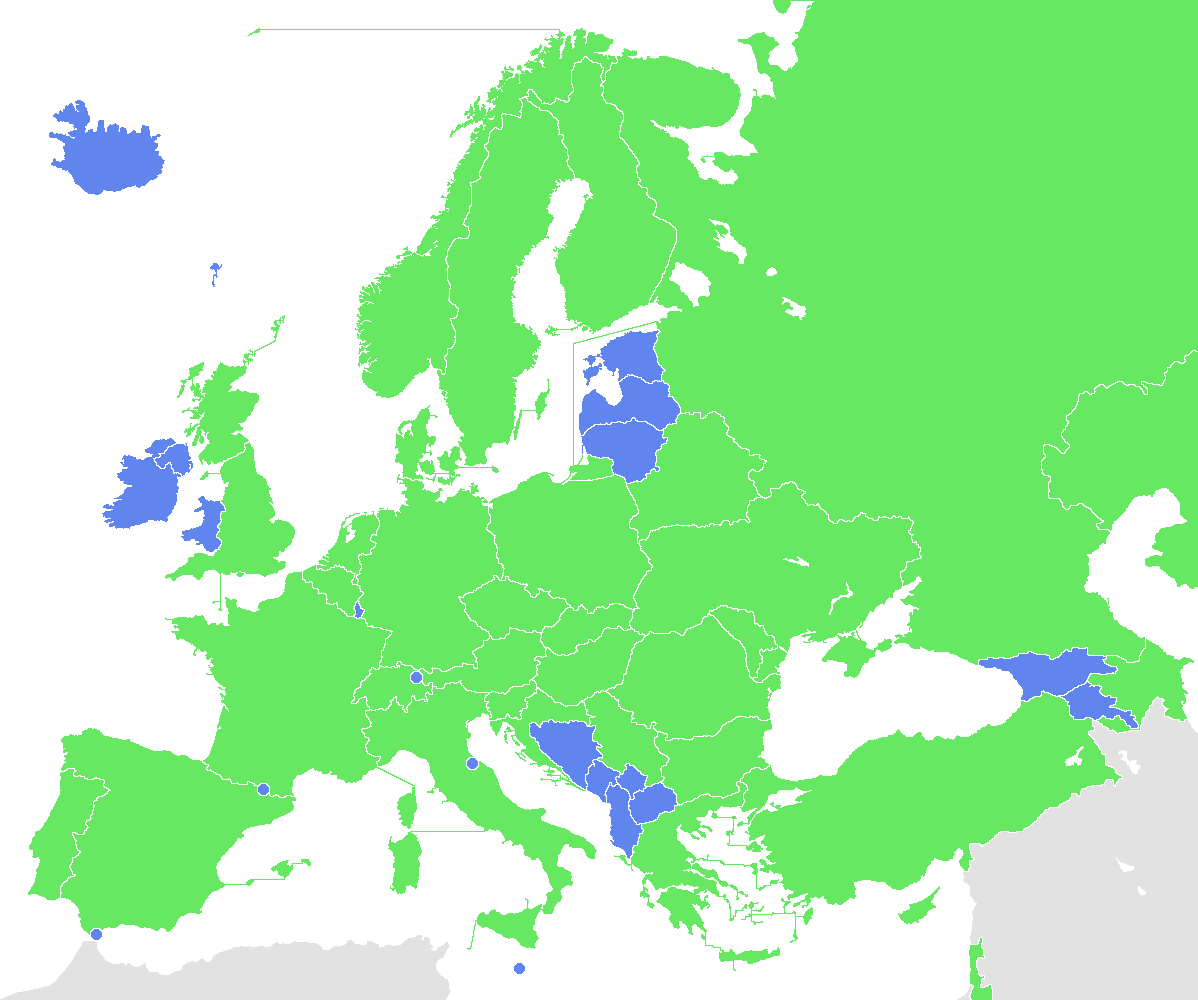
Państwa członkowskie UEFA a ich uczestnictwo w fazie grupowej/ligowej Ligi Mistrzów UEFA
Państwo reprezentowane w fazie grupowej/ligowej
Państwo bez reprezentanta w fazie grupowej/ligowej
Członkowie innych federacji

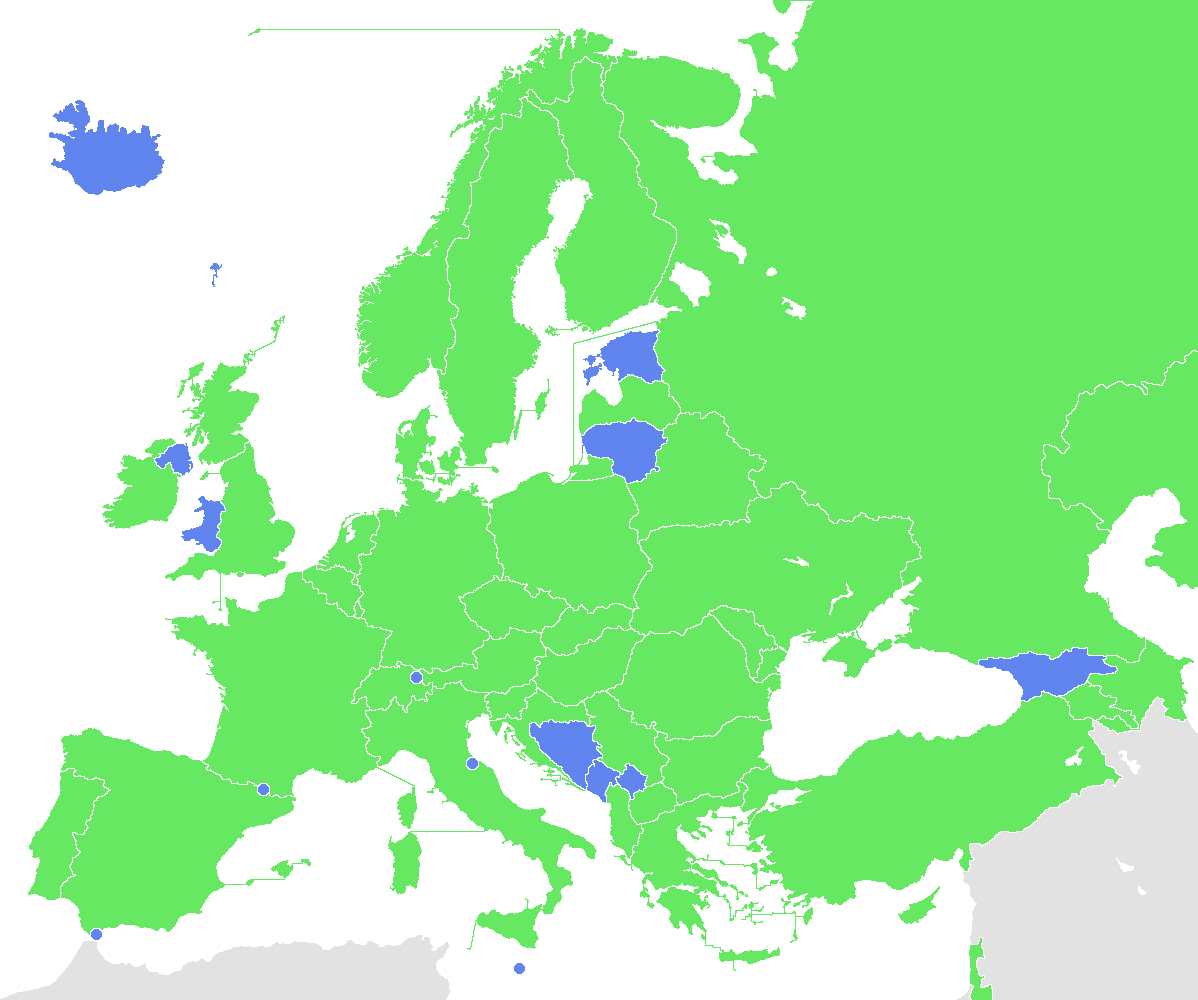
Państwa członkowskie UEFA a ich uczestnictwo w fazie grupowej/ligowej Ligi Europy UEFA
Państwo reprezentowane w fazie grupowej/ligowej
Państwo bez reprezentanta w fazie grupowej/ligowej
Członkowie innych federacji

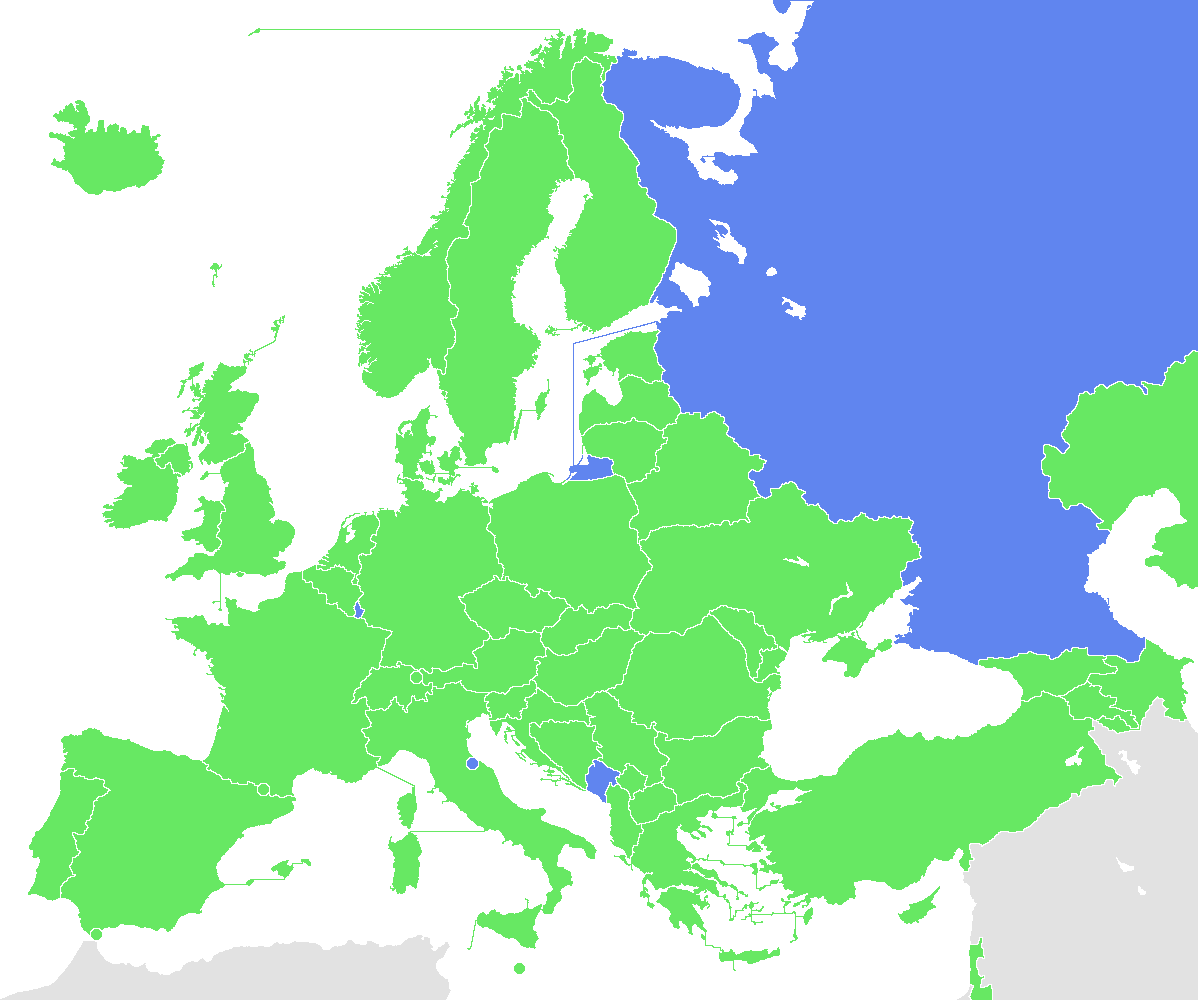
Państwa członkowskie UEFA a ich uczestnictwo w fazie grupowej/ligowej Ligi Konferencji UEFA
Państwo reprezentowane w fazie grupowej/ligowej
Państwo bez reprezentanta w fazie grupowej/ligowej
Członkowie innych federacji

Współczynnik ligowy obliczany jest w celu tworzenia rankingu najwyższych poziomów ligowych federacji członkowskich UEFA, według którego ustalany jest podział miejsc w rozgrywkach międzynarodowych UEFA – Lidze Mistrzów, Lidze Europy oraz Lidze Konferencji, przypadających danym federacjom.
Ranking opublikowany po danym sezonie służy do ustalania podziału miejsc w rozgrywkach UEFA nie w pierwszym, ale w drugim kolejnym sezonie (przykładowo – ranking z 2008 roku był wykorzystywany dla sezonu 2009/2010, a nie 2008/2009). Dzięki temu poszczególne federacje już na początku własnych rozgrywek każdego sezonu znają liczbę i podział miejsc, o które walczą ich przedstawiciele.
Współczynnik opiera się na wynikach uzyskanych przez zespoły reprezentujące poszczególne federacje w Lidze Mistrzów, Lidze Europy (wcześniej Pucharze UEFA) i Lidze Konferencji Europy (od sezonu 2021/22) w ciągu poprzednich 5 sezonów.
Obowiązuje przy tym następująca punktacja:
1) faza ligowa i pucharowa Ligi Mistrzów, Ligi Europy i Ligi Konferencji Europy
- 2 punkty za zwycięstwo,
- 1 punkt za remis,
- 0 punktów za przegraną;

2) faza kwalifikacyjna Ligi Mistrzów, Ligi Europy i Ligi Konferencji Europy
- 1 punkt za zwycięstwo,
- 0,5 punktu za remis,
- 0 punktów za przegraną.

Liczba punktów zdobyta w każdym sezonie jest dzielona przez liczbę zespołów w nim reprezentujących daną federację w rozgrywkach UEFA. Wynik jest zaokrąglany w dół do części tysięcznych (np. 3,(6) jest zaokrąglane do 3,666). Następnie otrzymane wyniki z 5 sezonów, które obejmuje dany ranking, sumuje się.
Ponadto, od sezonu 2009/2010, przydzielane są punkty bonusowe, dodawane do liczby punktów uzyskanych w danym sezonie:
- 4 punkty za awans do fazy grupowej Ligi Mistrzów,
- 5 punktów za awans do fazy pucharowej Ligi Mistrzów,
- 1 punkt za awans do ćwierćfinału, półfinału oraz finału Ligi Mistrzów i Ligi Europy.

### Wykaz wszelkich punktów za poszczególne osiągnięcia w eliminacjach, fazie ligowej i pucharowej

#### sezony od 2024-25 do 2026–27
| Runda | Przyznane punkty            | Przyznane punkty             | Przyznane punkty |
| Runda | Liga Mistrzów               | Liga Europy                  | Liga Konferencji |
| --- | --------------------------- | ---------------------------- | ---------------- |
| Odpadnięcie w I rundzie el.                                                                               | spadek do II rundy el. LKE  | spadek do II rundy el. LKE   | 1                |
| Odpadnięcie w II rundzie el.                                                                              | spadek do III rundy el. LE  | spadek do III rundy el. LKE  | 1.5              |
| Odpadnięcie w III rundzie el.                                                                             | spadek do rundy play-off LE | spadek do rundy play-off LKE | 2                |
| Odpadnięcie w rundzie play-off                                                                            | spadek do fazy ligowej LE   | spadek do fazy ligowej LKE   | 2.5              |
| Udział w fazie ligowej                                                                                    | –                           | 3.0 (minimum)                | 2.5 (minimum)    |
| Każda wygrana począwszy od fazy ligowej (poza rundą play-off w fazie pucharowej LM/LE/LKE)                | 2                           | 2                            | 2                |
| Każdy remis począwszy od fazy ligowej (poza rundą play-off w fazie pucharowej LM/LE/LKE)                  | 1                           | 1                            | 1                |
| Bonus za udział w fazie ligowej                                                                           | 6                           | –                            | –                |
| Premia za końcowe miejsce zajęte w fazie ligowej (dla miejsc 9–24)                                        | 0.25                        | 0.25                         | 0.125            |
| Premia za końcowe miejsce zajęte w fazie ligowej (dla miejsc 1-8)                                         | 0.25                        | 0.25                         | 0.25             |
| Maksymalny bonus za udział w fazie ligowej (tj. w przypadku drużyny która zajęła 1 miejsce)               | 12                          | 6                            | 4                |
| Bonus za dotarcie do poszczególnych etapów fazy pucharowej (1/8 finału, ćwierćfinał, półfinał oraz finał) | 1.5                         | 1                            | 0.5              |

#### punkty bonusowe w zależności od miejsca zajętego na koniec fazy ligowej
| Miejsce na koniec fazy ligowej | Liga Mistrzów | Liga Europy | Liga Konferencji |
| ------------------------------ | ------------- | ----------- | ---------------- |
| 1                              | 12            | 6           | 4                |
| 2                              | 11,75         | 5,75        | 3,75             |
| 3                              | 11,5          | 5,5         | 3,5              |
| 4                              | 11,25         | 5,25        | 3,25             |
| 5                              | 11            | 5           | 3                |
| 6                              | 10,75         | 4,75        | 2,75             |
| 7                              | 10,5          | 4,5         | 2,5              |
| 8                              | 10,25         | 4,25        | 2,25             |
| 9                              | 10            | 4           | 2                |
| 10                             | 9,75          | 3,75        | 1,875            |
| 11                             | 9,5           | 3,5         | 1,750            |
| 12                             | 9,25          | 3,25        | 1,675            |
| 13                             | 9             | 3           | 1,5              |
| 14                             | 8,75          | 2,75        | 1,375            |
| 15                             | 8,5           | 2,5         | 1,25             |
| 16                             | 8,25          | 2,25        | 1,125            |
| 17                             | 8             | 2           | 1                |
| 18                             | 7,75          | 1,75        | 0,875            |
| 19                             | 7,5           | 1,5         | 0,75             |
| 20                             | 7,25          | 1,25        | 0,625            |
| 21                             | 7             | 1           | 0,5              |
| 22                             | 6,75          | 0,75        | 0,375            |
| 23                             | 6,5           | 0,5         | 0,25             |
| 24                             | 6,25          | 0,25        | 0,125            |
| 25 i poniżej                   | 6             | 0           | 0                |

### Wpływ pandemii COVID-19
Z powodu pandemii COVID-19, dwumeczowe remisy w fazie pucharowej Ligi Mistrzów UEFA 2019–20 i Ligi Europy UEFA 2019–20 oraz w fazie kwalifikacyjnej Ligi Mistrzów UEFA 2020–21 i UEFA 2020–21 Liga Europy została zmieniona na mecze jednoetapowe. W przypadkach, w których nastąpi taka zmiana formatu, zamiast tego przyznane zostaną następujące punkty:
Faza kwalifikacyjna:
- 1,5 punktu za zwycięstwo
- 1 punkt za remis
- 0,5 punktu za przegraną

Faza grupowa oraz pucharowa:
- 3 punkty za zwycięstwo
- 2 punkty za remis
- 1 punkt za przegraną

Przekłada się to na pierwotny system (2 punkty za wygraną, 1 punkt za remis, 0 punktów za przegraną), biorąc pod uwagę „nierozegrany mecz” jako remis.

### Obecny ranking
Na dzień 31 sierpnia 2025 współczynniki przedstawiały się następująco:
| Ranking | Ranking | Ranking | Federacja (L: Liga, P: Puchar, PL: Puchar Ligi) | Współczynnik | Współczynnik | Współczynnik | Współczynnik | Współczynnik | Współczynnik | Zespoły | Miejsca w sezonie 2027/28 | Miejsca w sezonie 2027/28 | Miejsca w sezonie 2027/28 | Miejsca w sezonie 2027/28 |
| 2026    | 2025    | Zmiana  | Federacja (L: Liga, P: Puchar, PL: Puchar Ligi) | 2021/22      | 2022/23      | 2023/24      | 2024/25      | 2025/26      | Razem        | Zespoły | CL                        | EL                        | ECL                       | Razem                     |
| ------- | ------- | ------- | ----------------------------------------------- | ------------ | ------------ | ------------ | ------------ | ------------ | ------------ | ------- | ------------------------- | ------------------------- | ------------------------- | ------------------------- |
| 1       | 1       | –       | Anglia (L, P, PL)                               | 21.000       | 23.000       | 17.375       | 29.464       | 4.000        | 94.839       | 9/9     | 4                         | 2                         | 1                         | 7                         |
| 2       | 2       | –       | Włochy (L, P)                                   | 15.714       | 22.357       | 21.000       | 21.875       | 3.428        | 84.374       | 7/7     | 4                         | 2                         | 1                         | 7                         |
| 3       | 3       | –       | Hiszpania (L, P)                                | 18.428       | 16.571       | 16.062       | 23.892       | 3.750        | 78.703       | 8/8     | 4                         | 2                         | 1                         | 7                         |
| 4       | 4       | –       | Niemcy (L, P)                                   | 16.214       | 17.125       | 19.357       | 18.421       | 3.428        | 74.545       | 7/7     | 4                         | 2                         | 1                         | 7                         |
| 5       | 5       | –       | Francja (L, P)                                  | 18.416       | 12.583       | 16.250       | 17.928       | 2.571        | 67.748       | 7/7     | 4                         | 2                         | 1                         | 7                         |
| 6       | 6       | –       | Holandia (L, P)                                 | 19.200       | 13.500       | 10.000       | 15.250       | 3.333        | 61.283       | 6/6     | 3                         | 2                         | 1                         | 6                         |
| 7       | 7       | –       | Portugalia (L, P)                               | 12.916       | 12.500       | 11.000       | 16.250       | 2.800        | 55.466       | 5/5     | 2                         | 2                         | 1                         | 5                         |
| 8       | 8       | –       | Belgia (L, P)                                   | 6.600        | 14.200       | 14.400       | 15.650       | 2.200        | 53.050       | 4/5     | 2                         | 2                         | 1                         | 5                         |
| 9       | 10      | +1      | Turcja (L, P)                                   | 6.700        | 11.800       | 12.000       | 10.300       | 2.500        | 43.300       | 5/5     | 2                         | 2                         | 1                         | 5                         |
| 10      | 9       | -1      | Czechy (L, P)                                   | 6.700        | 6.750        | 13.500       | 10.550       | 2.600        | 40.100       | 5/5     | 2                         | 2                         | 1                         | 5                         |
| 11      | 12      | +1      | Grecja (L, P)                                   | 8.000        | 2.125        | 11.400       | 12.687       | 2.500        | 36.712       | 4/5     | 2                         | 2                         | 1                         | 5                         |
| 12      | 11      | -1      | Norwegia (L, P)                                 | 7.625        | 5.750        | 8.000        | 11.812       | 1.500        | 34.687       | 4/5     | 2                         | 2                         | 1                         | 5                         |
| 13      | 15      | +2      | Polska (L, P)                                   | 4.625        | 7.750        | 6.875        | 11.750       | 3.375        | 34.375       | 4/4     | 2                         | 1                         | 2                         | 5                         |
| 14      | 16      | +2      | Dania (L, P)                                    | 7.800        | 5.900        | 8.500        | 7.656        | 2.875        | 32.731       | 3/4     | 2                         | 1                         | 2                         | 5                         |
| 15      | 13      | -2      | Austria (L, P)                                  | 10.400       | 4.900        | 4.800        | 9.650        | 1.500        | 31.250       | 4/5     | 2                         | 1                         | 2                         | 5                         |
| 16      | 17      | +1      | Szwajcaria (L, P)                               | 7.750        | 8.500        | 5.200        | 7.050        | 1.100        | 29.600       | 4/5     | 1                         | 1                         | 2                         | 4                         |
| 17      | 14      | -3      | Szkocja (L, P)                                  | 7.900        | 3.500        | 6.400        | 9.250        | 1.400        | 28.450       | 4/5     | 1                         | 1                         | 2                         | 4                         |
| 18      | 20      | +2      | Szwecja (L, P)                                  | 5.125        | 6.250        | 1.875        | 11.375       | 3.250        | 27.875       | 2/4     | 1                         | 1                         | 2                         | 4                         |
| 19      | 18      | -1      | Izrael (L, P)                                   | 6.750        | 6.250        | 8.750        | 2.875        | 2.375        | 27.000       | 1/4     | 1                         | 1                         | 2                         | 4                         |
| 20      | 19      | -1      | Cypr (L, P)                                     | 4.125        | 5.100        | 3.750        | 10.562       | 3.375        | 26.912       | 3/4     | 1                         | 1                         | 2                         | 4                         |
| 21      | 21      | –       | Chorwacja (L, P)                                | 6.000        | 3.375        | 5.875        | 5.875        | 1.250        | 22.375       | 2/4     | 1                         | 1                         | 2                         | 4                         |
| 22      | 22      | –       | Serbia (L, P)                                   | 9.500        | 5.375        | 1.400        | 3.725        | 2.000        | 22.000       | 1/4     | 1                         | 1                         | 2                         | 4                         |
| 23      | 24      | +1      | Węgry (L, P)                                    | 2.750        | 5.875        | 4.500        | 6.625        | 2.125        | 21.875       | 2/4     | 1                         | 1                         | 2                         | 4                         |
| 24      | 25      | +1      | Rumunia (L, P)                                  | 2.250        | 6.250        | 3.250        | 7.750        | 2.125        | 21.625       | 3/4     | 1                         | 1                         | 2                         | 4                         |
| 25      | 27      | +2      | Słowacja (L, P)                                 | 4.125        | 6.000        | 5.000        | 4.625        | 1.625        | 21.375       | 1/4     | 1                         | 1                         | 2                         | 4                         |
| 26      | 28      | +2      | Słowenia (L, P)                                 | 3.000        | 2.125        | 3.875        | 9.093        | 2.125        | 20.218       | 2/4     | 1                         | 1                         | 2                         | 4                         |
| 27      | 23      | -4      | Ukraina (L, P)                                  | 4.200        | 5.700        | 4.100        | 3.600        | 2.125        | 19.725       | 3/4     | 1                         | 1                         | 2                         | 4                         |
| 28      | 30      | +2      | Azerbejdżan (L, P)                              | 4.375        | 4.000        | 5.875        | 2.875        | 2.125        | 19.250       | 1/4     | 1                         | 1                         | 2                         | 4                         |
| 29      | 29      | –       | Bułgaria (L, P)                                 | 3.375        | 4.500        | 4.375        | 3.625        | 2.500        | 18.375       | 3/4     | 1                         | 1                         | 2                         | 4                         |
| 30      | 26      | -4      | Rosja (L, P)                                    | 5.300        | 4.333        | 4.333        | 4.333        | 0.000        | 18.299       | 0/0     | 1                         | 1                         | 2                         | 4                         |
| 31      | 31      | –       | Irlandia (L, P)                                 | 2.875        | 3.375        | 1.500        | 5.343        | 2.125        | 15.218       | 2/4     | 1                         | 1                         | 2                         | 4                         |
| 32      | 33      | +1      | Islandia (L, P)                                 | 1.500        | 3.000        | 3.833        | 4.562        | 2.125        | 15.020       | 1/4     | 1                         | 1                         | 2                         | 4                         |
| 33      | 32      | -1      | Mołdawia (L, P)                                 | 5.250        | 3.750        | 2.000        | 2.125        | 1.500        | 14.625       | 0/4     | 1                         | 1                         | 2                         | 4                         |
| 34      | 36      | +2      | Łotwa (L, P)                                    | 2.625        | 2.750        | 1.625        | 3.875        | 1.625        | 12.500       | 2/4     | 1                         | 0                         | 3                         | 4                         |
| 35      | 38      | +3      | Finlandia (L, P)                                | 3.750        | 2.625        | 1.750        | 2.250        | 2.000        | 12.375       | 1/4     | 1                         | 0                         | 3                         | 4                         |
| 36      | 35      | -1      | Armenia (L, P)                                  | 1.875        | 2.375        | 2.250        | 4.375        | 1.500        | 12.375       | 1/4     | 1                         | 0                         | 3                         | 4                         |
| 37      | 34      | -3      | Bośnia i Hercegowina (L, P)                     | 1.625        | 2.000        | 2.250        | 4.531        | 1.625        | 12.031       | 1/4     | 1                         | 0                         | 3                         | 4                         |
| 38      | 37      | -1      | Kosowo (L, P)                                   | 2.333        | 2.875        | 3.000        | 2.000        | 1.625        | 11.833       | 1/4     | 1                         | 0                         | 3                         | 4                         |
| 39      | 39      | –       | Kazachstan (L, P)                               | 2.875        | 1.125        | 3.125        | 3.000        | 1.625        | 11.750       | 1/4     | 1                         | 0                         | 3                         | 4                         |
| 40      | 40      | –       | Wyspy Owcze (L, P)                              | 1.500        | 2.250        | 2.750        | 1.500        | 1.750        | 9.750        | 0/4     | 1                         | 0                         | 3                         | 4                         |
| 41      | 44      | +3      | Liechtenstein (P)                               | 0.000        | 6.500        | 0.500        | 0.500        | 1.000        | 8.500        | 0/1     | 0                         | 0                         | 1                         | 1                         |
| 42      | 45      | +3      | Estonia (L, P)                                  | 3.666        | 1.166        | 0.125        | 1.625        | 1.625        | 8.207        | 0/4     | 1                         | 0                         | 3                         | 4                         |
| 43      | 41      | -2      | Malta (L, P)                                    | 1.875        | 2.625        | 1.500        | 1.000        | 1.125        | 8.125        | 1/4     | 1                         | 0                         | 3                         | 4                         |
| 44      | 46      | +2      | Albania (L, P)                                  | 1.625        | 0.875        | 2.125        | 1.250        | 2.125        | 8.000        | 1/4     | 1                         | 0                         | 3                         | 4                         |
| 45      | 43      | -2      | Litwa (L, P)                                    | 1.750        | 2.375        | 1.125        | 1.375        | 1.125        | 7.750        | 0/4     | 1                         | 0                         | 3                         | 4                         |
| 46      | 42      | -4      | Irlandia Północna (L, P)                        | 1.625        | 1.250        | 1.125        | 1.500        | 1.750        | 7.250        | 1/4     | 1                         | 0                         | 3                         | 4                         |
| 47      | 53      | +6      | Andora (L, P)                                   | 1.500        | 0.666        | 1.666        | 1.000        | 2.000        | 6.832        | 0/3     | 1                         | 0                         | 3                         | 4                         |
| 48      | 52      | +4      | Białoruś (L, P)                                 | 0.250        | 0.625        | 1.750        | 1.875        | 2.125        | 6.625        | 1/4     | 1                         | 0                         | 3                         | 4                         |
| 49      | 48      | -1      | Luksemburg (L, P)                               | 1.250        | 1.125        | 2.250        | 1.250        | 0.750        | 6.625        | 1/4     | 1                         | 0                         | 3                         | 4                         |
| 50      | 47      | -3      | Czarnogóra (L, P)                               | 0.750        | 1.000        | 1.333        | 2.500        | 1.000        | 6.583        | 0/3     | 1                         | 0                         | 3                         | 4                         |
| 51      | 51      | –       | Macedonia Północna (L, P)                       | 0.625        | 1.625        | 1.500        | 0.666        | 1.750        | 6.166        | 1/4     | 1                         | 0                         | 2                         | 3                         |
| 52      | 50      | -2      | Gruzja (L, P)                                   | 1.250        | 1.125        | 1.250        | 1.250        | 1.125        | 6.000        | 0/4     | 1                         | 0                         | 2                         | 3                         |
| 53      | 49      | -4      | Walia (L, P)                                    | 1.500        | 1.166        | 0.625        | 2.000        | 0.333        | 5.624        | 0/3     | 1                         | 0                         | 2                         | 3                         |
| 54      | 54      | –       | Gibraltar (L, P)                                | 1.250        | 0.875        | 0.166        | 1.500        | 1.666        | 5.457        | 1/3     | 1                         | 0                         | 2                         | 3                         |
| 55      | 55      | –       | San Marino (L, P)                               | 0.166        | 0.833        | 0.333        | 0.666        | 0.833        | 2.831        | 1/3     | 1                         | 0                         | 2                         | 3                         |

     Federacja, której wszystkie drużyny nadal biorą udział w tegorocznych rozgrywkach klubowych UEFA (CL, EL, ECL).
     Federacja, której niektóre drużyny nadal biorą udział w tegorocznych rozgrywkach klubowych UEFA.
     Wskazuje federację, która nie ma już żadnych drużyn w tegorocznych rozgrywkach klubowych UEFA.

### Historia
Ranking ligowy został opublikowany po raz pierwszy w 1979 w celu ustalenia liczby uczestników Pucharu UEFA reprezentujących poszczególne federacje (wcześniej nie była ona ustalana w ten sposób, gdyż w tych rozgrywkach, jak i w Pucharze Miast Targowych, uczestniczyły drużyny do nich zapraszane). Istnieją również nieoficjalne rankingi sprzed tego okresu dla lat 1960–1978, obliczone dla lepszego przedstawienia wyników uzyskiwanych przez reprezentantów danych federacji w rozgrywkach UEFA.
Od 1979 na jego czele stały 4 ligi krajowe.
| Liga                           | Liczba sezonów |
| ------------------------------ | -------------- |
| Primera División               | 23             |
| Football League Premier League | 18             |
| Serie A                        | 13             |
| Bundesliga                     | 10             |

| Liga             | Lata      |
| ---------------- | --------- |
| Bundesliga       | 1979–1984 |
| Football League  | 1985      |
| Serie A          | 1986–1989 |
| Bundesliga       | 1990      |
| Serie A          | 1991–1999 |
| Primera División | 2000–2007 |
| Premier League   | 2008–2012 |
| Primera División | 2013–2020 |
| Premier League   | od 2021   |

## Współczynnik klubowy
Współczynnik klubowy jest sumą 20% współczynnika ligowego federacji danej drużyny i liczby punktów rankingowych uzyskanych przez zespół w ostatnich 5 sezonach rozgrywek międzynarodowych UEFA. Nie są do niego wliczane punkty zdobyte w meczach faz kwalifikacyjnych. Za zwycięstwo w fazie grupowej i pucharowej każda drużyna otrzymuje 2 punkty, za remis – 1 punkt.
Według zasad obowiązujących od sezonu 2009/2010 współczynniki klubowe są obliczane odrębnymi metodami dla Ligi Mistrzów i Ligi Europy UEFA:
1) Liga Mistrzów UEFA:
a) faza kwalifikacyjna
- 0,5 punktu jest przyznawane każdej drużynie, która odpadła w pierwszej rundzie kwalifikacji,
- 1 punkt jest przyznawany każdej drużynie, która odpadła w drugiej rundzie kwalifikacji,
- drużynie, która odpadła w trzeciej rundzie kwalifikacji lub rundzie play-off nie są przyznawane dodatkowe punkty; drużyny te przechodzą do Ligi Europy i dalej obowiązują dla nich reguły tych rozgrywek;

b) faza ligowa
- 4 punkty są przyznawane każdej drużynie, która do niej się zakwalifikowała;

c) faza pucharowa
- 5 punktów jest przyznawanych każdej drużynie, która do niej się zakwalifikowała,
- 1 punkt jest przyznawany każdej drużynie, która zakwalifikowała się do ćwierćfinału, półfinału lub finału.

2) Liga Europy UEFA:
a) faza kwalifikacyjna
- 0,25 punktu jest przyznawane każdej drużynie, która odpadła w pierwszej rundzie kwalifikacji,
- 0,5 punktu jest przyznawane każdej drużynie, która odpadła w drugiej rundzie kwalifikacji,
- 1 punkt jest przyznawany każdej drużynie, która odpadła w trzeciej rundzie kwalifikacji,
- 1,5 punkt jest przyznawane każdej drużynie, która odpadła w rundzie play-off kwalifikacji,

b) faza ligowa
- 2 punkty są przyznawane automatycznie każdej drużynie, która w tej fazie uzyskała mniejszą liczbę punktów, niż wynikająca za zwycięstwa (2 pkt) i remisy (1 pkt) (tzw. gwarantowane minimum);

c) faza pucharowa
- 1 punkt jest przyznawany każdej drużynie, która zakwalifikowała się do ćwierćfinału, półfinału lub finału.

### Historia
Od 1960 na czele rankingu opartego na sumie współczynników klubowych z poprzednich 5 sezonów stało 15 drużyn z 8 lig.
| Lata      | Drużyna                  | Wsp.  |
| --------- | ------------------------ | ----- |
| 1956–1960 | Real Madryt              | 9,856 |
| 1957–1961 | Real Madryt              | 8,499 |
| 1958–1962 | Real Madryt              | 8,356 |
| 1959–1963 | Real Madryt              | 6,856 |
| 1960–1964 | FC Barcelona             | 7,382 |
| 1961–1965 | SL Benfica               | 8,455 |
| 1962–1966 | SL Benfica               | 7,788 |
| 1963–1967 | Real Saragossa           | 7,691 |
| 1964–1968 | Real Madryt              | 7,345 |
| 1965–1969 | SL Benfica               | 7,415 |
| 1966–1970 | Leeds United             | 8,033 |
| 1967–1971 | Leeds United             | 8,183 |
| 1968–1972 | Leeds United             | 7,583 |
| 1969–1973 | Ajax                     | 8,985 |
| 1970–1974 | Ajax                     | 8,430 |
| 1971–1975 | Borussia Mönchengladbach | 8,500 |
| 1972–1976 | Bayern Monachium         | 8,609 |
| 1973–1977 | Borussia Mönchengladbach | 8,694 |
| 1974–1978 | Borussia Mönchengladbach | 8,319 |
| 1975–1979 | Borussia Mönchengladbach | 8,402 |
| 1976–1980 | Borussia Mönchengladbach | 7,985 |
| 1977–1981 | FC Barcelona             | 7,652 |
| 1978–1982 | FC Barcelona             | 7,832 |
| 1979–1983 | FC Barcelona             | 7,998 |
| 1980–1984 | Liverpool                | 8,277 |
| 1981–1985 | Liverpool                | 9,054 |
| 1982–1986 | RSC Anderlecht Juventus  | 7,915 |
| 1983–1987 | Juventus                 | 8,665 |
| 1984–1988 | Juventus                 | 8,388 |
| 1985–1989 | Bayern Monachium         | 7,846 |
| 1986–1990 | Bayern Monachium         | 8,096 |
| 1987–1991 | Juventus                 | 8,291 |

| Lata      | Drużyna             | Wsp.    |
| --------- | ------------------- | ------- |
| 1988–1992 | Real Madryt         | 7,975   |
| 1989–1993 | Real Madryt         | 7,850   |
| 1990–1994 | Real Madryt         | 7,600   |
| 1991–1995 | Real Madryt         | 7,266   |
| 1992–1996 | Ajax                | 9,124   |
| 1993–1997 | Juventus            | 8,719   |
| 1994–1998 | Paris Saint-Germain | 8,716   |
| 1995–1999 | Juventus            | 121,606 |
| 1996–2000 | Juventus            | 109,963 |
| 1997–2001 | Real Madryt         | 114,605 |
| 1998–2002 | Real Madryt         | 147,233 |
| 1999–2003 | Real Madryt         | 151,769 |
| 2000–2004 | Real Madryt         | 146,350 |
| 2001–2005 | Real Madryt         | 131,326 |
| 2002–2006 | Milan               | 129,020 |
| 2003–2007 | Milan               | 133,808 |
| 2004–2008 | Chelsea             | 124,996 |
| 2005–2009 | FC Barcelona        | 121,853 |
| 2006–2010 | FC Barcelona        | 136,951 |
| 2007–2011 | Manchester United   | 151,157 |
| 2008–2012 | FC Barcelona        | 157,837 |
| 2009–2013 | FC Barcelona        | 157,605 |
| 2010–2014 | Real Madryt         | 161,542 |
| 2011–2015 | Real Madryt         | 171,999 |
| 2012–2016 | Real Madryt         | 176,142 |
| 2013–2017 | Real Madryt         | 176,999 |
| 2014–2018 | Real Madryt         | 162,000 |
| 2015–2019 | Real Madryt         | 146,000 |
| 2016–2020 | Bayern Monachium    | 136,000 |
| 2017–2021 | Bayern Monachium    | 134,000 |
| 2018–2022 | Bayern Monachium    | 138,000 |
| 2019–2023 | Manchester City     | 145,000 |
| 2020–2024 | Manchester City     | 148,000 |

| Drużyna                  | Liczba zwycięstw |
| ------------------------ | ---------------- |
| Real Madryt              | 20               |
| FC Barcelona             | 8                |
| Juventus                 | 7                |
| Bayern Monachium         | 6                |
| Borussia Mönchengladbach | 5                |
| SL Benfica               | 3                |
| Leeds United             | 3                |
| Ajax                     | 3                |
| Liverpool                | 2                |
| Milan                    | 2                |
| Manchester City          | 2                |
| Real Saragossa           | 1                |
| RSC Anderlecht           | 1                |
| Paris Saint-Germain      | 1                |
| Chelsea                  | 1                |
| Manchester United        | 1                |

## Wykaz drużyn biorących udział w pucharach europejskich (sezony 2021/22-2023/24)
W tabeli przedstawiono etapy i rodzaj rozgrywek, od których rozpoczynają swój udział drużyny (w zależności od miejsca w lidze krajowej, które osiągnęły one na koniec sezonu oraz od miejsca federacji w rankingu UEFA.)
Uwaga: Tabela ma charakter orientacyjny. Ostateczny wykaz zespołów uprawnionych do gry w pucharach europejskich (oraz rodzaje/etapy rozgrywek, od których te zespoły będą rozpoczynać rywalizację) zależy od tego, jakie miejsce w lidze zajmą następujące zespoły:
- zwycięzca Ligi Mistrzów w sezonie poprzedzającym
- zwycięzca Ligi Europy w sezonie poprzedzającym
- zwycięzca Ligi Konferencji Europy w sezonie poprzedzającym
- zdobywca pucharu ligi i/lub kraju (przy podwójnych rozgrywkach o puchar – w lidze angielskiej)
- zdobywca pucharu kraju (przy pojedynczych rozgrywkach pucharowych – w pozostałych ligach)

Przykład nr 1:
Rozważmy federację z miejsca 17. Jeżeli zdobywca pucharu kraju ponadto zajmie w lidze minimum 3. miejsce, wówczas 4. zespół tej ligi otrzymuje prawo do gry w pucharach europejskich.
| Miejsce federacji w rankingu uefa | Mistrz             | Wicemistrz         | Trzeci zespół ligi | Czwarty zespół ligi | Piąty zespół ligi | Szósty zespół ligi | Zdobywca pucharu kraju |
| --------------------------------- | ------------------ | ------------------ | ------------------ | ------------------- | ----------------- | ------------------ | ---------------------- |
| 1–4                               | LM Faza grupowa    | LM Faza grupowa    | LM Faza grupowa    | LM Faza grupowa     | LE Faza grupowa   | LK runda play-off  | LE Faza grupowa        |
| 5                                 | LM Faza grupowa    | LM Faza grupowa    | LM III runda kwal. | LE Faza grupowa     | LK runda play-off | X                  | LE Faza grupowa        |
| 6                                 | LM Faza grupowa    | LM Faza grupowa    | LM III runda kwal. | LK runda play-off   | LK II runda kwal. | X                  | LE Faza grupowa        |
| 7                                 | LM Faza grupowa    | LM III runda kwal. | LK III runda kwal. | LK II runda kwal.   | X                 | X                  | LE Faza grupowa        |
| 8–9                               | LM Faza grupowa    | LM III runda kwal. | LK III runda kwal. | LK II runda kwal.   | X                 | X                  | LE runda play-off      |
| 10                                | LM Faza grupowa    | LM II runda kwal.  | LK III runda kwal. | LK II runda kwal.   | X                 | X                  | LE runda play-off      |
| 11–12                             | LM runda play-off  | LM II runda kwal.  | LK III runda kwal. | LK II runda kwal.   | X                 | X                  | LE runda play-off      |
| 13                                | LM III runda kwal. | LM II runda kwal.  | LK III runda kwal. | LK II runda kwal.   | X                 | X                  | LE runda play-off      |
| 14                                | LM III runda kwal. | LM II runda kwal.  | LK II runda kwal.  | LK II runda kwal.   | X                 | X                  | LE runda play-off      |
| 15                                | LM II runda kwal.  | LM II runda kwal.  | LK II runda kwal.  | LK II runda kwal.   | X                 | X                  | LE III runda kwal.     |
| 16–17                             | LM II runda kwal.  | LK II runda kwal.  | LK II runda kwal.  | X                   | X                 | X                  | LK II runda kwal.      |
| 18–28                             | LM I runda kwal.   | LK II runda kwal.  | LK II runda kwal.  | X                   | X                 | X                  | LK II runda kwal.      |
| 29                                | LM I runda kwal.   | LK II runda kwal.  | LK I runda kwal.   | X                   | X                 | X                  | LK II runda kwal.      |
| 30–31                             | LM I runda kwal.   | LK I runda kwal.   | LK I runda kwal.   | X                   | X                 | X                  | LK II runda kwal.      |
| 32–50                             | LM I runda kwal.   | LK I runda kwal.   | LK I runda kwal.   | X                   | X                 | X                  | LK I runda kwal.       |
| 51                                | LM I runda kwal.   | LK I runda kwal.   | X                  | X                   | X                 | X                  | LK I runda kwal.       |
| 52–55                             | LM runda wstępna   | LK I runda kwal.   | X                  | X                   | X                 | X                  | LK I runda kwal.       |

### Podwójne rozgrywki o puchar
W przypadku np. Anglii istnieją dwa typy rozgrywek o puchar (FA Cup oraz Puchar Ligi)
Przykład nr 1:
Rozważmy federację która zajmuje miejsce 1-4. Przypuśćmy, że pewien zespół zdobył zarówno puchar ligi, jak i puchar kraju. Jeżeli rozważany zespół zajmie ponadto minimum piąte miejsce w lidze – wówczas szósty oraz siódmy zespół tej federacji otrzymują prawo do gry w pucharach europejskich: szósty zespół wystąpi na takich zasadach jak zdobywca pucharu kraju (tj. fazie ligowej LE), a siódmy – na zasadach zdobywcy pucharu ligi (tj. w rundzie play-off do LK.)
Przykład nr 2:
Rozważmy federację jak w przykładzie nr 1. Przypuśćmy, że pewien zespół zakończył sezon na miejscu piątym (lub wyżej) i do tego zdobył puchar kraju (zakładamy natomiast iż zdobywca pucharu ligi zajął miejsce ósme lub niższe.) W takiej sytuacji szósty zespół tej federacji otrzyma prawo do gry w pucharach europejskich (wystąpi w fazie ligowej LE.)
| Miejsce federacji w rankingu uefa | Mistrz             | Wicemistrz         | Trzeci zespół ligi | Czwarty zespół ligi | Piąty zespół ligi | Szósty zespół ligi | Zdobywca pucharu kraju | Zdobywca pucharu ligi |
| --------------------------------- | ------------------ | ------------------ | ------------------ | ------------------- | ----------------- | ------------------ | ---------------------- | --------------------- |
| 1–4                               | LM Faza grupowa    | LM Faza grupowa    | LM Faza grupowa    | LM Faza grupowa     | LE Faza grupowa   | X                  | LE Faza grupowa        | LK runda play-off     |
| 5                                 | LM Faza grupowa    | LM Faza grupowa    | LM III runda kwal. | LE Faza grupowa     | X                 | X                  | LE Faza grupowa        | LK runda play-off     |
| 6                                 | LM Faza grupowa    | LM Faza grupowa    | LM III runda kwal. | LK runda play-off   | X                 | X                  | LE Faza grupowa        | LK II runda kwal.     |
| 7                                 | LM Faza grupowa    | LM III runda kwal. | LK III runda kwal. | X                   | X                 | X                  | LE Faza grupowa        | LK II runda kwal.     |
| 8–9                               | LM Faza grupowa    | LM III runda kwal. | LK III runda kwal. | X                   | X                 | X                  | LE runda play-off      | LK II runda kwal.     |
| 10                                | LM Faza grupowa    | LM II runda kwal.  | LK III runda kwal. | X                   | X                 | X                  | LE runda play-off      | LK II runda kwal.     |
| 11–12                             | LM runda play-off  | LM II runda kwal.  | LK III runda kwal. | X                   | X                 | X                  | LE runda play-off      | LK II runda kwal.     |
| 13                                | LM III runda kwal. | LM II runda kwal.  | LK III runda kwal. | X                   | X                 | X                  | LE runda play-off      | LK II runda kwal.     |
| 14                                | LM III runda kwal. | LM II runda kwal.  | LK II runda kwal.  | X                   | X                 | X                  | LE runda play-off      | LK II runda kwal.     |
| 15                                | LM II runda kwal.  | LM II runda kwal.  | LK II runda kwal.  | X                   | X                 | X                  | LE III runda kwal.     | LK II runda kwal.     |

## Wykaz drużyn biorących udział w pucharach europejskich (od sezonu 2024/2025)
Od sezonu 2024/2025 doszło do reformy rozgrywek europejskich, wraz z kwalifikacjami. Zwiększono liczbę uczestników fazy grupowej (przekształconej w fazę ligową) o 4 na każde rozgrywki (12 łącznie).
Uwaga: Tabela ma charakter orientacyjny. Ostateczny wykaz zespołów uprawnionych do gry w pucharach europejskich (oraz rodzaje/etapy rozgrywek, od których te zespoły będą rozpoczynać rywalizację) zależy od tego, jakie miejsce w lidze zajmą następujące zespoły:
- zwycięzca Ligi Mistrzów w sezonie poprzedzającym
- zwycięzca Ligi Europy w sezonie poprzedzającym
- zwycięzca Ligi Konferencji w sezonie poprzedzającym
- zdobywca pucharu ligi i/lub kraju (przy podwójnych rozgrywkach o puchar – w lidze angielskiej)
- zdobywca pucharu kraju (przy pojedynczych rozgrywkach pucharowych – w pozostałych ligach)
- miejsca w rankingu wykluczonej Rosji ze względu na inwazję na Ukrainę
- miejsca w rankingu Liechtensteinu, który nie organizuje rozgrywek ligowych, a tylko zwycięzca pucharu awansuje do eliminacji Ligi Europy lub Ligi Konferencji w zależności od miejsca w rankingu

Ponadto, 2 miejsca w Lidze Mistrzów przyznawane federacjom, które uzyskały najwyższy współczynnik w poprzednim sezonie.
Ze względu na powyższe czynniki niektóre kluby są przesuwane o rundę eliminacji dalej.
Przykład nr 1:
Rozważmy federację z miejsca 17. Jeżeli zdobywca pucharu kraju ponadto zajmie w lidze minimum 3. miejsce, wówczas 4. zespół tej ligi otrzymuje prawo do gry w pucharach europejskich.
| Miejsce federacji w rankingu uefa | Mistrz            | Wicemistrz         | Trzeci zespół ligi | Czwarty zespół ligi | Piąty zespół ligi | Szósty zespół ligi | Zdobywca pucharu kraju |
| --------------------------------- | ----------------- | ------------------ | ------------------ | ------------------- | ----------------- | ------------------ | ---------------------- |
| 1–4                               | LM faza ligowa    | LM faza ligowa     | LM faza ligowa     | LM faza ligowa      | LE faza ligowa    | LK runda play-off  | LE faza ligowa         |
| 5                                 | LM faza ligowa    | LM faza ligowa     | LM faza ligowa     | LM III runda kwal.  | LE faza ligowa    | LK runda play-off  | LE faza ligowa         |
| 6                                 | LM faza ligowa    | LM faza ligowa     | LM III runda kwal. | LE II runda kwal.   | LK II runda kwal. | X                  | LE faza ligowa         |
| 7                                 | LM faza ligowa    | LM III runda kwal. | LE II runda kwal.  | LK II runda kwal.   | X                 | X                  | LE faza ligowa         |
| 8–9                               | LM faza ligowa    | LM III runda kwal. | LE II runda kwal.  | LK II runda kwal.   | X                 | X                  | LE runda play-off      |
| 10                                | LM faza ligowa    | LM II runda kwal.  | LE II runda kwal.  | LK II runda kwal.   | X                 | X                  | LE runda play-off      |
| 11–12                             | LM runda play-off | LM II runda kwal.  | LE II runda kwal.  | LK II runda kwal.   | X                 | X                  | LE runda play-off      |
| 13–14                             | LM runda play-off | LM II runda kwal.  | LK II runda kwal.  | LK II runda kwal.   | X                 | X                  | LE III runda kwal.     |
| 15                                | LM II runda kwal. | LM II runda kwal.  | LK II runda kwal.  | LK II runda kwal.   | X                 | X                  | LE III runda kwal.     |
| 16–22                             | LM II runda kwal. | LK II runda kwal.  | LK II runda kwal.  | X                   | X                 | X                  | LE I runda kwal.       |
| 23–29                             | LM I runda kwal.  | LK II runda kwal.  | LK II runda kwal.  | X                   | X                 | X                  | LE I runda kwal.       |
| 30–33                             | LM I runda kwal.  | LK II runda kwal.  | LK I runda kwal.   | X                   | X                 | X                  | LE I runda kwal.       |
| 34–37                             | LM I runda kwal.  | LK I runda kwal.   | LK I runda kwal.   | X                   | X                 | X                  | LK II runda kwal.      |
| 38–50                             | LM I runda kwal.  | LK I runda kwal.   | LK I runda kwal.   | X                   | X                 | X                  | LK I runda kwal.       |
| 51–55                             | LM I runda kwal.  | LK I runda kwal.   | X                  | X                   | X                 | X                  | LK I runda kwal.       |